# Олексіївка (Кодимська міська громада)
Олексі́ївка (до 1918 року — Бугорія) — село Кодимської міської громади у Подільському районі Одеської області, Україна. Відстань до центру громади становить 28 км і проходить автошляхом Т 1611.
Село розташовано неподалік від молдавсько-українського кордону. У селі діє пункт контролю через державний кордон із Молдовою (Придністров'ям) Олексіївка—Валя Туркулуй.

## Історія
7 (20) листопада 1917 року, відповідно до Третього Універсалу Української Центральної Ради, увійшло до складу Української Народної Республіки.
Під час Голодомору 1932—1933 років померло щонайменше 4 жителі села.
Колищній орган місцевого самоуправління — Олексіївська сільська рада.
12 червня 2020 року, відповідно до Розпорядження Кабінету Міністрів України від № 724-р «Про визначення адміністративних центрів та затвердження територій територіальних громад Одеської області», увійшло до складу Кодимської міської територіальної громади.
19 липня 2020 року, в результаті адміністративно-територіальної реформи і ліквідації Кодимського району, село увійшло до складу новоутвореного Подільського району.

## Населення
Згідно з переписом УРСР 1989 року чисельність наявного населення села становила 1109 осіб, з яких 482 чоловіки та 627 жінок.
За переписом населення України 2001 року в селі мешкало 975 осіб.

### Мова
Розподіл населення за рідною мовою за даними перепису 2001 року:
| Мова            | Кількість | Відсоток |
| --------------- | --------- | -------- |
| українська      | 933       | 95.59%   |
| російська       | 19        | 1.96%    |
| румунська       | 18        | 1.84%    |
| білоруська      | 1         | 0.10%    |
| вірменська      | 1         | 0.10%    |
| інші/не вказали | 4         | 0.41%    |
| Усього          | 976       | 100%     |